# Wassersportverein Mannheim-Sandhofen
Der Wassersportverein Mannheim-Sandhofen e. V. (WSV Mannheim-Sandhofen, abgekürzt auch WSV Sandhofen oder WMS) ist ein deutscher Kanusportverein aus Mannheim-Sandhofen.
Der Schwerpunkt der Aktivitäten liegt im Kanurennsport, in dem der Verein mehrere Olympiasieger und Weltmeister stellte. Für die mehr als 200 Mitglieder wird zusätzlich eine Rückenschule, Aerobic und Wanderpaddeln angeboten. Auf dem Vereinsgelände befindet sich das Landesleistungszentrum. Der Verein setzt hauptamtliche Trainer ein und hatte wiederholt Mitglieder der deutschen Kanurennsport-Nationalmannschaft in seinen Reihen.
Ein weiterer Schwerpunkt ist die Arbeit im Schüler- und Jugendbereich. Durch gezielte Förderung soll der Kanuten-Nachwuchs an den Leistungssport herangeführt werden. Der Verein führt in Zusammenarbeit mit Mannheimer Schulen Talentsichtungen durch. Der Verein organisiert und unterstützt Regatten, die sozialen Zwecken dienen wie die Aktion „Sport gegen Gewalt“. Der Wassersportverein ermöglicht zwei Schulen im Mannheimer Norden zusätzlichen Sportunterricht, indem er seine Sporthalle zur Nutzung zur Verfügung stellt und einen Übungsleiter bereitstellt.

## Geschichte
Bereits 1903 wurde Wassersport auf dem Altrhein betrieben, jedoch noch nicht in den Strukturen eines Sportvereins. Der Wassersportverein Mannheim-Sandhofen wurde am 25. April 1925 gegründet. 1929 wurde ein Bootshaus errichtet, das am 1. September 1929 eingeweiht wurde. 1933 wurden die neben dem WSV in Sandhofen bestehenden wassersporttreibenden Vereine „Freie Schwimmer Mannheim-Sandhofen“ und der „Arbeiter-Wassersportverein Mannheim-Sandhofen“, deren Bootshäuser sich ebenfalls auf der Riedspitze befanden, verboten.
Am 20. Oktober 1935 wurde das Bootshaus mit mehr als 80 Booten durch einen aus ungeklärter Ursache ausgelösten Brand völlig vernichtet. Am 6. April 1946 riefen 60 Anwesende im Gasthaus „Goldener Hirsch“ den WSV Sandhofen wieder ins Leben. 1957 wurde der Bau eines Vereinsheims auf eigenem Grund und Boden begonnen. Der Ausbau wurde 1965 vollendet.
Von 1962 bis 1966 wurde die Regattastrecke ausgebaut, wodurch größere Regatten möglich wurden. In den 1960er und 1970er Jahren wurde die Nachwuchsförderung in der Ära des Trainers Helmut Noller intensiviert; der Verein wandelte sich zum Rennsportverein. 1982 wurde der Verein Bundesstützpunkt im Kanurennsport; der Leistungsklassen-Bereich wurde weiterentwickelt. Am 21. April 1989 wurde das neue Landesleistungszentrum eingeweiht. 1990 wurde der Förderverein gegründet.
Im Dezember 1992 wechselte die erfolgreichste deutsche Kanutin Birgit Fischer zum WSV, die 1996, 2000 und 2004 fünf Olympiasiege für den Verein erzielte. Weitere Olympiasiege aus Reihen des Vereins: Detlef Hofmann (1996) und Carolin Leonhardt (2004).
2004 legte ein Brand das gesamte Bootshaus in Schutt und Asche. 2009 wurde mit dem Neubau eines Bootshauses und eines Athletenpavillons begonnen.

## Größte Erfolge
- 1954 Helmut Noller und Günter Krämer erringen die WM-Bronzemedaille im K 2 über 1000 Meter
- 1955 Helmut Noller und Günter Krämer werden Westeuropameister im K 4
- 1986 Thomas Pfrang wird Weltmeister
- 1987 Thomas Pfrang wird Weltmeisterschaftsdritter
- 1988 Thomas Pfrang wird Olympiavierter im Zweier-Kajak über 500 Meter
- 1989 Thomas Pfrang wird Vizeweltmeister
- 1990 Marcela Bednar wird Weltmeisterschaftsdritte
- 1991 Detlef Hofmann wird Doppelweltmeister
- 1993 Birgit Fischer wird Doppelweltmeisterin und WM-Dritte
- 1994 Birgit Fischer wird Doppelweltmeisterin, Doppelvizeweltmeisterin und WM-Dritte
- 1995 Birgit Fischer wird Welt- und Vizeweltmeisterin, Detlef Hofmann Weltmeister
- 1996 Birgit Fischer gewinnt olympisches Gold und Silber, Detlef Hofmann wird Olympiasieger
- 1997 Birgit Fischer wird fünffache Weltmeisterin, Marcela Bednar Weltmeisterin
- 1998 Birgit Fischer wird Weltmeisterin und doppelte Vizeweltmeisterin, Marcela Bednar wird Weltmeisterin
- 1999 Birgit Fischer wird Vizeweltmeisterin
- 2000 Birgit Fischer wird zweifache Olympiasiegerin und zweifache Europameisterin
- 2004 Birgit Fischer wird zweifache Olympiasiegerin, Carolin Leonhardt Olympiasiegerin und gewinnt olympisches Silber
- 2005 Carolin Leonhardt wird Doppelweltmeisterin und zweifache Europameisterin
- 2006 Carolin Leonhardt wird dreifache Vizeweltmeisterin
- 2007 Carolin Leonhardt wird Doppelweltmeisterin
- 2009 Carolin Leonhardt wird Weltmeisterin und 2fache Vizeweltmeisterin
- 2008 Carolin Leonhardt wird Europameisterin
- 2010 Carolin Leonhardt wird Vizeweltmeisterin
- 2011 Carolin Leonhardt wird Weltmeisterin und Vizeweltmeisterin
- 2012 Carolin Leonhardt gewinnt olympisches Silber und wird Europameisterin
- 2013 Carolin Leonhardt wird Vizeweltmeisterin und Vizeeuropameisterin

Das Silberne Lorbeerblatt, die höchste sportliche Auszeichnung in Deutschland, erhielten Helmut Noller, Birgit Fischer und Thomas Pfrang.

## Erfolge 2013

### Weltmeisterschaften
- Zweier-Kajak(K2)- 1000 m Silbermedaille: Carolin Leonhardt

### Europameisterschaften
- Zweier-Kajak(K2)- 1000 m Silbermedaille: Carolin Leonhardt